# Espirat
Espirat est une commune française située dans le département du Puy-de-Dôme, en région Auvergne-Rhône-Alpes. Elle fait partie de l'aire d'attraction de Clermont-Ferrand.
Ses habitants sont appelés les Piradaires.

## Géographie

### Localisation
Espirat se trouve au cœur de la Limagne, dans une région parfois surnommée la Toscane auvergnate en raison des champs (principalement d'ail) ponctués de buttes et de coteaux (autrefois couverts de vignes et de vergers).
Six communes sont limitrophes :
| Vassel, Bouzel |         | Moissat |
| Chas           | Espirat | Reignat |
|                | Billom  |         |

### Climat
Pour des articles plus généraux, voir Climat d'Auvergne-Rhône-Alpes et Climat du Puy-de-Dôme.
En 2010, le climat de la commune est de type climat océanique dégradé des plaines du Centre et du Nord, selon une étude du Centre national de la recherche scientifique s'appuyant sur une série de données couvrant la période 1971-2000. En 2020, Météo-France publie une typologie des climats de la France métropolitaine dans laquelle la commune est exposée à un climat de montagne ou de marges de montagne et est dans la région climatique  Nord-est du Massif Central, caractérisée par une pluviométrie annuelle de 800 à 1 200 mm, bien répartie dans l’année. 
Pour la période 1971-2000, la température annuelle moyenne est de 11,1 °C, avec une amplitude thermique annuelle de 16,2 °C. Le cumul annuel moyen de précipitations est de 687 mm, avec 8,4 jours de précipitations en janvier et 6,9 jours en juillet. Pour la période 1991-2020, la température moyenne annuelle observée sur la station météorologique de Météo-France la plus proche, « Fayet-le-Château », sur la commune de Fayet-le-Château à 10 km à vol d'oiseau, est de 11,2 °C et le cumul annuel moyen de précipitations est de 889,9 mm,. Pour l'avenir, les paramètres climatiques de la commune estimés pour 2050 selon différents scénarios d'émission de gaz à effet de serre sont consultables sur un site dédié publié par Météo-France en novembre 2022.

## Urbanisme

### Typologie
Au 1er janvier 2024, Espirat est catégorisée commune rurale à habitat dispersé, selon la nouvelle grille communale de densité à sept niveaux définie par l'Insee en 2022.
Elle est située hors unité urbaine. Par ailleurs la commune fait partie de l'aire d'attraction de Clermont-Ferrand, dont elle est une commune de la couronne,. Cette aire, qui regroupe 209 communes, est catégorisée dans les aires de 200 000 à moins de 700 000 habitants,.

### Occupation des sols
L'occupation des sols de la commune, telle qu'elle ressort de la base de données européenne d’occupation biophysique des sols Corine Land Cover (CLC), est marquée par l'importance des territoires agricoles (100 % en 2018), une proportion identique à celle de 1990 (100 %). La répartition détaillée en 2018 est la suivante : terres arables (87,9 %), zones agricoles hétérogènes (10,8 %), prairies (1,3 %). L'évolution de l’occupation des sols de la commune et de ses infrastructures peut être observée sur les différentes représentations cartographiques du territoire : la carte de Cassini (XVIIIe siècle), la carte d'état-major (1820-1866) et les cartes ou photos aériennes de l'IGN pour la période actuelle (1950 à aujourd'hui).

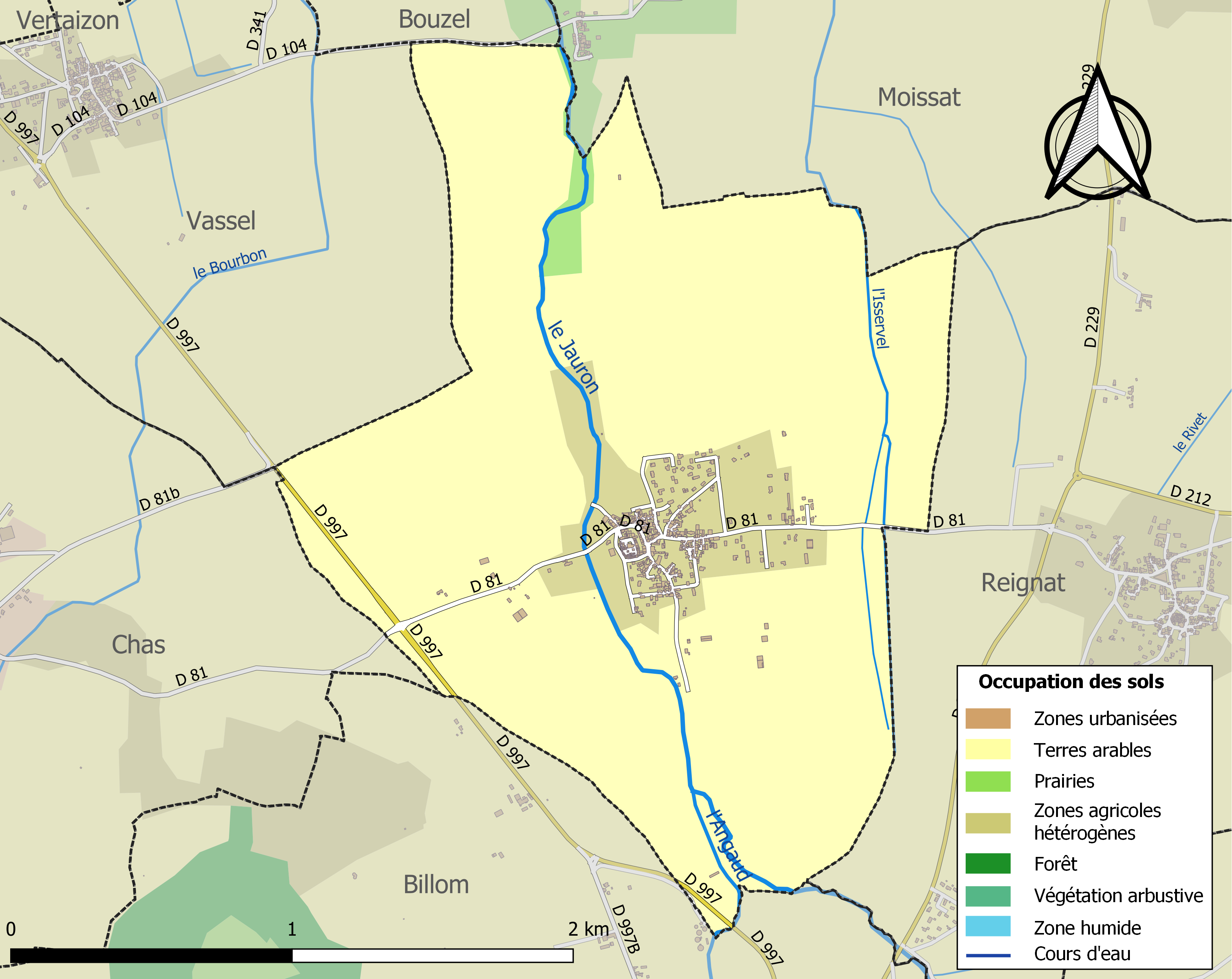
Carte des infrastructures et de l'occupation des sols de la commune en 2018 (CLC).

### Voies de communication et transports
La commune est traversée par la route départementale 81, reliant Chas à l'ouest et Reignat à l'est. À l'ouest de la commune, la D 997 permet de rejoindre Vertaizon ou Billom.
Espirat est desservie par la ligne P23 du réseau interurbain Cars Région Puy-de-Dôme, géré par le conseil régional d'Auvergne-Rhône-Alpes : cette ligne relie Billom à Vertaizon (Chignat) et à Clermont-Ferrand.

## Histoire
Espirat (autrefois Spiracum), comme de nombreux villages de la Limagne (Reignat, Chas…), possède un fort villageois (quartier fortifié).
Aux XIVe et XVe siècles, face à l'insécurité de l'époque (guerre de Cent Ans et rivalités seigneuriales avec Reignat), les communautés villageoises organisèrent leur propre défense. Le déclin du pouvoir féodal ne leur garantissait plus la protection autrefois assurée par le seigneur.
Cette enceinte, construite au centre du village (autour de l'église), est composée d'un noyau aux maisons serrées. La paix revenue, le fort perdit sa vocation défensive, et les maisons (on parle également de loges) sont encore aujourd'hui utilisées comme greniers, pour y stocker grain, vin ou ail rose (« Avec l’ail d’Espirat, longtemps tu vivras ! »).
L'église d'Espirat fut donnée, en 978, par Amblard, archevêque de Lyon, à l'abbaye de Cluny.
Le château appartenait en 1419 à Jean Saume (seigneur de Châteauneuf et d'Espirat), qui le transmet à sa fille Marie qui fut mariée avec Jean Gouges (†1402), et en 1421, Espirat devient propriété de la puissante famille des Montmorin-Saint-Herem, dot de l'union de Jacques avec jeanne Gouges. Puis par mariage à Jean d'Estaing (marquis de Saillans) en 1642, et un autre en 1672 avec Jean de Beaufort-Canillac-Montboissier.

## Politique et administration

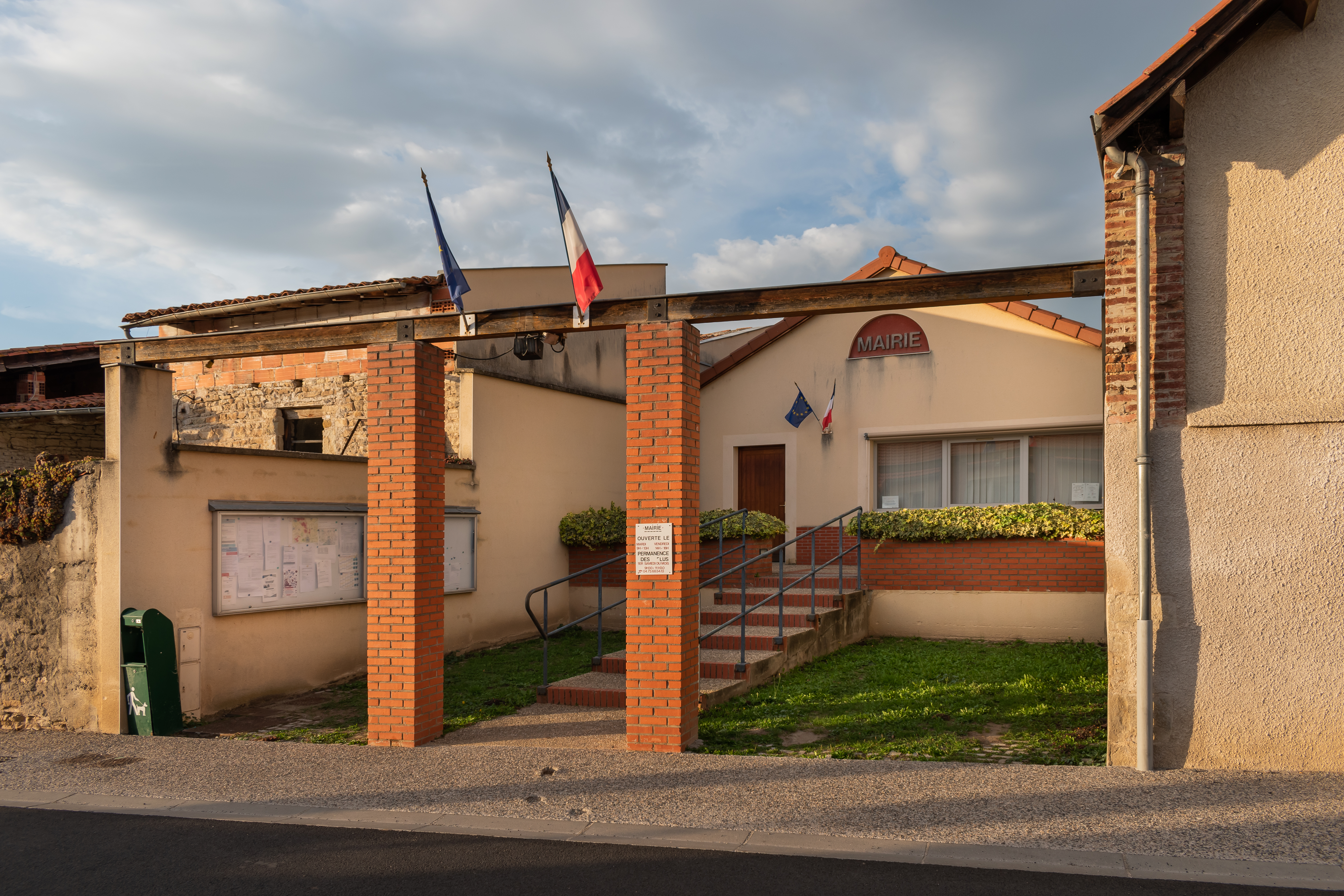
La mairie

### Découpage territorial
La commune d'Espirat est membre de la communauté de communes Billom Communauté, un établissement public de coopération intercommunale (EPCI) à fiscalité propre créé le 1er janvier 2017 dont le siège est à Billom. Ce dernier est par ailleurs membre d'autres groupements intercommunaux.
Sur le plan administratif, elle est rattachée à l'arrondissement de Clermont-Ferrand, à la circonscription administrative de l'État du Puy-de-Dôme et à la région Auvergne-Rhône-Alpes.
Sur le plan électoral, elle dépend du canton de Billom pour l'élection des conseillers départementaux, depuis le redécoupage cantonal de 2014 entré en vigueur en 2015, et de la quatrième circonscription du Puy-de-Dôme pour les élections législatives, depuis le dernier découpage électoral de 2010.

### Élections municipales et communautaires

#### Élections de 2020
Le conseil municipal d'Espirat, commune de moins de 1 000 habitants, est élu au scrutin majoritaire plurinominal à deux tours avec candidatures isolées ou groupées et possibilité de panachage. Compte tenu de la population communale, le nombre de sièges à pourvoir lors des élections municipales de 2020 est de 11. La totalité des candidats en lice est élue dès le premier tour, le 15 mars 2020, avec un taux de participation de 51,84 %.

#### Chronologie des maires
| Période                                  | Période                    | Identité                | Étiquette | Qualité                                        |
| ---------------------------------------- | -------------------------- | ----------------------- | --------- | ---------------------------------------------- |
| Les données manquantes sont à compléter. |                            |                         |           |                                                |
| 1800                                     | 1803                       | Roche                   |           |                                                |
| 1803                                     | 1822                       | François Miramont       |           |                                                |
| 1822                                     | 1831                       | Chambige                |           |                                                |
| 1831                                     | 1849                       | Antoine Tixier          |           |                                                |
| 1849                                     | 1866                       | Léon Huguet             |           |                                                |
| 1866                                     | 1872                       | Varenne                 |           |                                                |
| 1872                                     | 1875                       | Jean Costes             |           |                                                |
| 1875                                     | 1876                       | Julien Guérin           |           |                                                |
| 1876                                     | 1892                       | Antoine Chauffrut       |           |                                                |
| 1892                                     | 1900                       | Robert Roche-Chauffrut  |           |                                                |
| ...                                      | ...                        | ...                     | ...       | ...                                            |
| avant 1988                               | ?                          | Marcel Fournier         |           |                                                |
| mars 2001                                | mars 2008                  | Daniel Rousselot        |           | Agriculteur                                    |
| mars 2008                                | 2017 (démission)           | Jean-François Veyrières |           | Retraité                                       |
| décembre 2017                            | mai 2020                   | Nicole Cucuel           |           | Retraitée de la fonction publique territoriale |
| mai 2020                                 | En cours (au 15 août 2020) | Bruno Duarte            |           | Commercial                                     |

## Population et société

### Démographie
L'évolution du nombre d'habitants est connue à travers les recensements de la population effectués dans la commune depuis 1793. Pour les communes de moins de 10 000 habitants, une enquête de recensement portant sur toute la population est réalisée tous les cinq ans, les populations de référence des années intermédiaires étant quant à elles estimées par interpolation ou extrapolation. Pour la commune, le premier recensement exhaustif entrant dans le cadre du nouveau dispositif a été réalisé en 2006.

En 2022, la commune comptait 418 habitants, en évolution de +6,09 % par rapport à 2016 (Puy-de-Dôme : +2,1 %, France hors Mayotte : +2,11 %).
| 1793 | 1800  | 1806  | 1821  | 1831  | 1836  | 1841  | 1846  | 1851  |
| ---- | ----- | ----- | ----- | ----- | ----- | ----- | ----- | ----- |
| 343  | 1 147 | 1 087 | 1 172 | 1 182 | 1 144 | 1 100 | 1 123 | 1 105 |

| 1856  | 1861  | 1866  | 1872  | 1876 | 1881 | 1886 | 1891 | 1896 |
| ----- | ----- | ----- | ----- | ---- | ---- | ---- | ---- | ---- |
| 1 051 | 1 026 | 1 037 | 1 010 | 463  | 450  | 441  | 449  | 423  |

| 1901 | 1906 | 1911 | 1921 | 1926 | 1931 | 1936 | 1946 | 1954 |
| ---- | ---- | ---- | ---- | ---- | ---- | ---- | ---- | ---- |
| 403  | 400  | 368  | 306  | 286  | 268  | 268  | 233  | 240  |

| 1962 | 1968 | 1975 | 1982 | 1990 | 1999 | 2006 | 2011 | 2016 |
| ---- | ---- | ---- | ---- | ---- | ---- | ---- | ---- | ---- |
| 245  | 282  | 300  | 293  | 238  | 242  | 315  | 324  | 394  |

| 2021 | 2022 | - | - | - | - | - | - | - |
| ---- | ---- | - | - | - | - | - | - | - |
| 427  | 418  | - | - | - | - | - | - | - |

## Culture locale et patrimoine

### Lieux et monuments

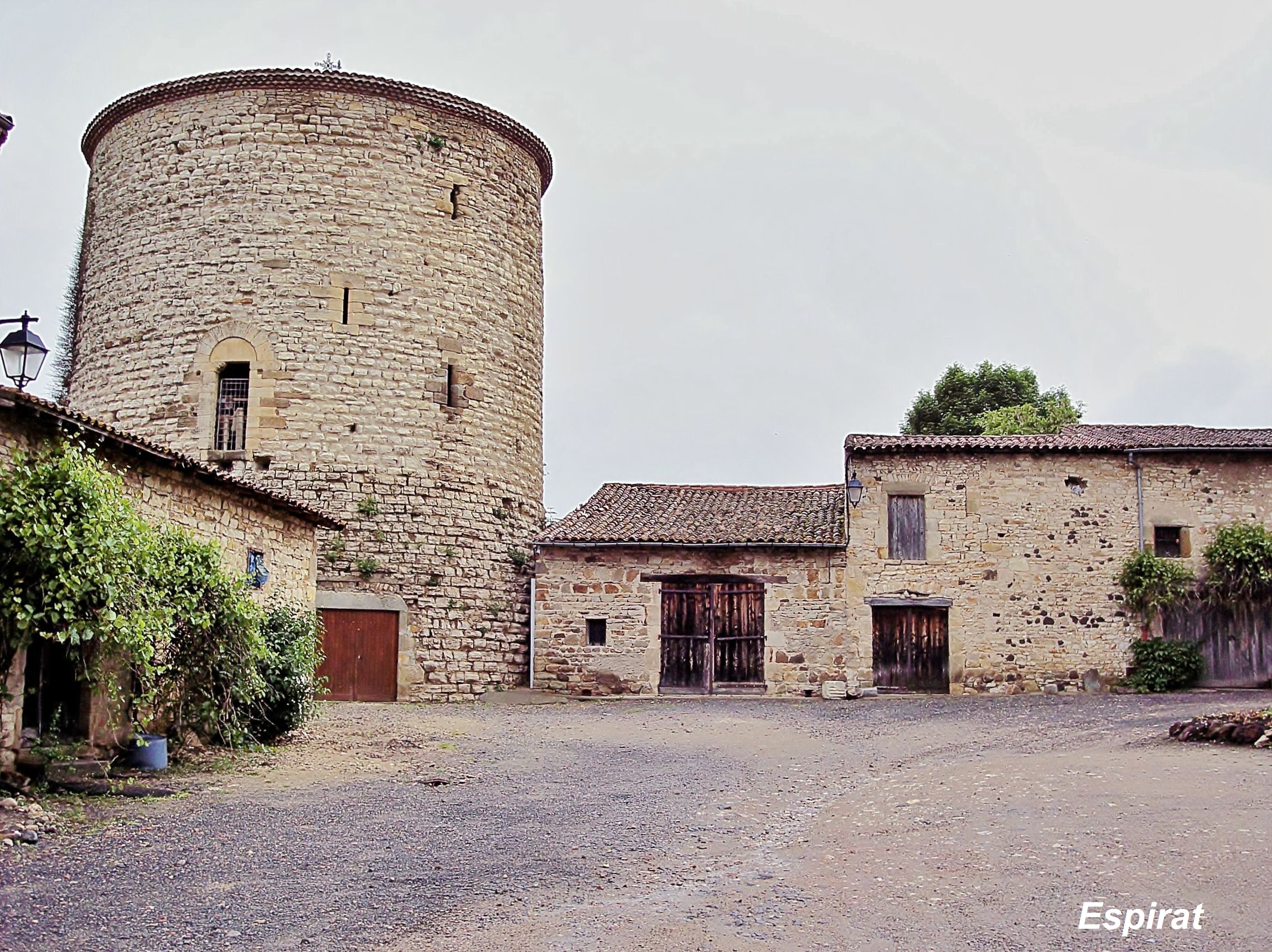
Donjon de l'ancien village.

- Église paroissiale dédiée à saint Julien d'Antioche : chœur roman, nef du XVe siècle. cette chapelle dépendait du château. Les colonnes sont couronnées de chapiteaux très-bien sculptés le portail est remarquable. Le clocher, qui était très-beau a été démoli en 1793 il n'en reste que la base.
- Le donjon « à cinq côtés » et son escalier en hélice du XVe siècle.
- L'église et une partie du village sont en pierre d’arkose.